# V825 Геркулеса
V825 Геркулеса (лат. V825 Herculis) — новоподобная, двойная катаклизмическая переменная звезда (NL) в созвездии Геркулеса на расстоянии приблизительно 3517 световых лет (около 1078 парсек) от Солнца. Видимая звёздная величина звезды — от +14,2m до +13,97m. Орбитальный период — около 0,206 суток (4,944 часа).
Открыта Дональдом Фергюсоном в 1984 году* и Фредом Рингвальдом в 1991 году**.

## Характеристики
Первый компонент — аккрецирующий белый карлик.
Второй компонент — белая звезда спектрального класса A2IV. Эффективная температура — около 9644 K.